# Municipio de McDavitt
El municipio de McDavitt (en inglés: McDavitt Township) es un municipio ubicado en el condado de St. Louis en el estado estadounidense de Minnesota. En el año 2010 tenía una población de 459 habitantes y una densidad poblacional de 2,45 personas por km².

## Geografía
El municipio de McDavitt se encuentra ubicado en las coordenadas 47°15′45″N 92°36′43″O / 47.26250, -92.61194. Según la Oficina del Censo de los Estados Unidos, el municipio tiene una superficie total de 187.48 km², de la cual 185,02 km² corresponden a tierra firme y (1,31 %) 2,46 km² es agua.

## Demografía
Según el censo de 2010, había 459 personas residiendo en el municipio de McDavitt. La densidad de población era de 2,45 hab./km². De los 459 habitantes, el municipio de McDavitt estaba compuesto por el 98,47 % blancos, el 1,09 % eran amerindios, el 0,44 % eran asiáticos. Del total de la población el 0,44 % eran hispanos o latinos de cualquier raza.